# Sans capote ni kalachnikov
Sans capote ni kalachnikov est un livre de l'écrivain congolais blaise ndala Paru en 2017 aux éditions Mémoire d'Encrier, l'ouvrage reçoit le Prix littéraire Émergence de l’Association des auteurs et auteures de l’Ontario français et  une mention spéciale au Prix Ivoire 2017. ce roman de 276 pages a été également finaliste au Prix littéraire Trillium en 2018, au Grand prix littéraire d’Afrique noire en 2018 ainsi qu’au Prix du livre d’Ottawa en 2018,,,